# Иван М. Јаничић
Иван М. Јаничић био је активни пјешадијски поручник Југословенске краљевске војске, након тога четнички командант и капетан II класе Југословенске војске у отаџбини. Обављао је више дужности и функција у четничком покрету и Југословенској војсци у отаџбини. Најприје је био командир чете Народне војске, затим помоћник команданта Команде четничких одреда југо - источне Херцеговине, командант Љубињске војно - четничке бригаде, Вучедолске војно - четничке бригаде ЈВуО и командант 1. Пука, 1. Дивизије. Под команду Драже Михаиловића ставио се у децембру 1941. године.
У чин потпоручника произведен је 1935 године. Унапријеђен је у чин поручника 1939. год. и у чин капетана 1943. године.

## Биографија
Завршио је Нижу школу Војне академије и произведен у потпоручника (1935). Унапријеђен је у чин поручника 1939. и капетана II класе 1943. Учествовао је у устанку 1941, постао командир чете у Херцеговини и крајем 1941. послат у никшићки крај да учествује у формирању Народне војске, претече ЈВуО.
Средином 1942. био је помоћник команданта Команде четничких одреда за југоисточну Херцеговину, а од августа 1942. командант Љубињске бригаде Требињског корпуса ЈВуО, у ком својству је учествовао у испомагању Динарске дивизије ЈВуО и био командант мјешовитих састава у Книнској Крајини.
Од 1943. био је командант Вучедолске бригаде у саставу Никшићког корпуса ЈВуО, па Требињског корпуса, Команде националних трупа за Црну Гору и поново Никшићког корпуса. У саставу тзв Црногорског добровољачког корпуса, у који су ушле све црногорске јединице, ради покрета кроз Босну постављен је за команданта 1. Пука, 1. Дивизије (1945).
Послије тешких борби са усташким јединицама на Лијевчу пољу, према споразуму између делегације потпуковника Павла Ђуришића и црногорског сепаратисте Секуле Дрљевића, а по наговору блиских Ђуришићевих сарадника, предао се са својим 1. Пуком усташама и прешао у логор Стару Градишку. Из Градишке је преко ријеке Саве, са својом јединицом упућен у Окучане на одмор, гдје је његова јединица трансформисана у Прву бригаду такозване Црногорске народне војске, а он постављен за команданта јединице.
У току извлачења у Аустрију, предао се Британцима, који су га испоручили партизанима па је стријељан.
Није био ожењен. У ФНР Југославији је проглашен за ратног злочинца.
Носилац је Карађорђеве звезде са мачевима 4. реда (1944).